# China Radio International
China Radio International of CRI is een van de drie staatsradio-omroepen van Volksrepubliek China. Vroeger heette het Radio Peking en Radio Beijing. CRI is in 1941 opgericht. Albanië was het eerste land buiten China met een CRI-zendstation. Behalve de Standaardmandarijnse zender, heeft CRI ook zenders in de talen: Albanees, Arabisch, Bengaals, Bulgaars, Burmees, Kroatisch, Cambodjaans, Tsjechisch, Esperanto, Filipijns, Frans, Duits, Hausa, Hindi, Hungaars, Indonesisch, Italiaans, Kazachs, Koreaans, Laotiaans, Maleis, Mongools, Nepalees, Farsi, Pools, Portugees, Pashto, Roemeens, Russisch, Servisch, Singalees, Spaans, Swahili, Tamil, Thai, Turks, Oekraïens, Urdu en Vietnamees.
De Engelstalige CRI-zender wordt uitgezonden in Noord-Amerika, Caribisch gebied, Europa, Afrika, Azië en zuidelijk Oceanië.